# Мікроелементи нафти
Мікроелементи нафти (рос. микроэлементы нефти; англ. microelements of oil; нім. Erdölmikroelemente n pl) – хімічні елементи, наявні в нафтах у невеликих концентраціях (у тисячних або сотих частках відсотка) і виділяються в золі, що отримується після перегонки нафти (S, Mg, Na, O2, N2, Wn, P, Ni, J, Si, Ca, Fe, Al, Mn, Ag, Cu, Ti, U, Sn, As та ін.).
У нафтах виявлено понад 40-50 мікроелементів, загальний вміст яких рідко перевищує 0,02 – 0,03% від маси нафти. 
Мікроелементи нафти - метали (понад 30 елементів) і неметали (бл. 20 елементів), які містяться в нафті (V, Ni, Fe, Zn, Al, Hg, Cd, Cu, Mn, Se, As, Pb, Sb, Ba, Mo, Cr, Ag, Au, Na, Ca, Br, Si, Sr, Co, Ti, Ga, Sn тощо). Частина металів у нафтах знаходиться в формі солей органічних кислот і хелатних комплексів, у яких атом металу розміщений в центрі порфіринового циклу або в пустотах конденсованих ароматичних фрагментів, а основна маса – в формі складних полідентатних комплексів. Багато з таких комплексів можуть вступати в йонний обмін з металами, які присутні в розчинах або на поверхні гірських порід, що контактують з нафтою. Найбільша кількість металів міститься в асфальтено-смолистих речовинах. Ванадій повністю концентрується в асфальтено-смолистих речовинах. Нікель також сконцентрований у найбільш високомолекулярній частині нафти. 
Син. – мікрокомпоненти нафти, мінеральні речовини нафти.